# Ещерица
Ещерица (на македонска литературна норма: Ештерица) е река в Северна Македония, десен приток на Злетовската река в източната част на страната.

## Етимология
Името на реката е от старобългарското * < , „гущер“ с преглас я > е. Сравними са полската река Jaszczurowka и руските Ящера, Ящерща, Щерец, Щерка.

## Път
Извира под името Равна западно от Пониква. Тече най-общо на запад. Влива се в Злетовската река след село Самари.